# The Dark Ride
A The Dark Ride a Helloween power metal együttes 2000-ben megjelent albuma. A korongról az „If I Could Fly” és a „Mr. Torture” jelent meg kislemezként. Az album az előző lemez, a Better Than Raw stílusát folytatja, de a számok sötétebb hangulatúak.
Számlista:
1. Behind The Portal (Intro) (Deris) 0:45
2. Mr. Torture (Kusch) 3:28
3. All Over The Nations (Weikath) 4:55
4. Escalation 666 (Grapow) 4:24
5. Mirror Mirror (Deris) 3:55
6. If I Could Fly (Deris) 4:09
7. Salvation (Weikath) 5:43
8. The Departed (Sun Is Going Down) (Kusch) 4:37
9. I Live For Your Pain (Deris) 3:59
10. We Damn The Night (Deris) 4:07
11. Immortal (Stars) (Deris) 4:04
12. The Dark Ride (Grapow) 8:52
13. Madness Of The Crowds (Bonus Track)4:12

## Külső hivatkozás
- Az albumról a Helloween hivatalos honlapján